# Anonyx lebedi
Anonyx lebedi är en kräftdjursart som beskrevs av Gurjanova 1962. Anonyx lebedi ingår i släktet Anonyx och familjen Uristidae. Inga underarter finns listade i Catalogue of Life.